# Booitshoeke
Booitshoeke is een polderdorpje in de Belgische provincie West-Vlaanderen. Het is sinds 1971 een deelgemeente van de stad Veurne. Het ontvolkend landbouwdorpje telde in 2018 nog slechts 75 inwoners.

## Geschiedenis
Booitshoeke was een parochie in 1190, nadat het vroeger bij die van Wulpen had gehoord. Een oude vermelding van de plaatsnaam gaat terug tot 1239, als Boidenkinshoucke'. Tot 1566 behoorde het tot het bisdom Terwaan, daarna tot het bisdom Ieper. Het dorp werd in 1659 door het Spaanse leger geplunderd.
Op de Ferrariskaarten uit 1777 is het dorp te zien als Boitshoucke. De kerk met kerkhof stond op een domein met slotgrachten errond langs drie zijden. Vlak ernaast lagen nog 2 boerderijen die volledig omgracht waren en enkel bereikbaar via een houten bruggetje. Alle andere gebouwen lagen een heel eind weg van de kerk, het waren allemaal alleenstaande boerderijen in het landschap van drassige weiden en velden. Alles tezamen telde de parochie amper 25 gebouwen.
In 1801 ging de parochie na het afschaffen van het bisdom Brugge naar het bisdom Gent, tot in 1807 de parochie werd afgeschaft en bij Avekapelle gevoegd werd. Na de heroprichting van het bisdom Brugge in 1834 werd in 1846 ook de parochie weer opgericht.

## Bezienswaardigheden

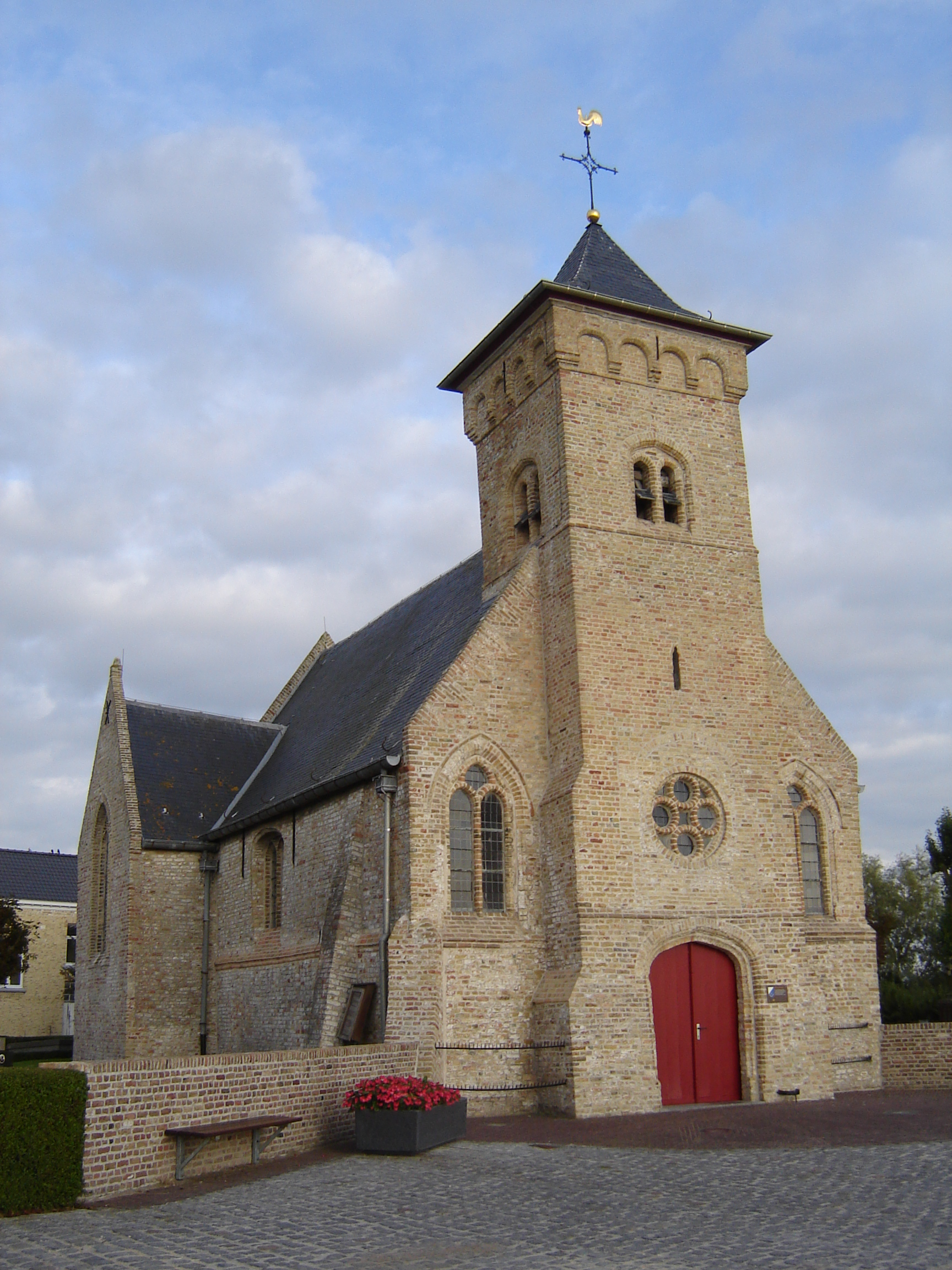
Sint-Audomaruskerk

- De Sint-Audomaruskerk is een laatgotisch zaalkerkje. In 1690 werd de toren heropgebouwd en werd de kerk met twee zijbeuken uitgebreid. Een nieuw portaal kwam er in 1735. Het kerkje werd gerestaureerd in 1923 en kreeg toen ook een kerkhofmuur en sacristie. Het is sinds 1971 als monument beschermd.
- Enkele 18e-eeuwse hoeven.

## Natuur en landschap
Booitshoeke ligt in het West-Vlaams poldergebied op een hoogte van ongeveer 2,5 meter. De belangrijkste waterlopen zijn de Koolhofvaart en de Proostdijkvaart. In het noordwesten doorsnijdt de autoweg A18 het landelijke gebied.

## Demografische ontwikkeling
Bronnen: NIS, www.westhoek.be en Stad Veurne. Opm:1806 t/m 1991=volkstellingen; 1999=inwoneraantal op 1 januari; 2008=inwoneraantal op 14 februari; 2011=inwoneraantal op 14 juni 

## Nabijgelegen kernen
Ramskapelle, Wulpen, Avekapelle, Pervijze

## Trivia
Sint-Audomarus is de patroonheilige van Booitshoeke.
Deelgemeenten: Avekapelle · Booitshoeke · Bulskamp · De Moeren · Eggewaartskapelle · Houtem · Steenkerke · Veurne · Vinkem · Wulveringem · Zoutenaaie

Belgische gemeenten · Arrondissement Veurne · West-Vlaanderen · Vlaanderen